# Поль Массон
Поль Массон (фр. Paul Masson; нар.11 жовтня 1876 — пом.30 листопада 1944) — французький спортсмен, чемпіон Літніх Олімпійських ігор 1896 року.

## Біографія
Народився 11 жовтня 1876 року в Мостаганемі. З 1894 року бере участь у велоперегонах. У тому ж році виграє важливу міжнародну гонку на 5 кілометрів організовану Союзом велосипедистів Франції. Массон намагався взяти участь у Чемпіонаті світу 1895 року, але його заявку було відхилено. Після переможних перегонів у Остенде та Антверпені в кінці 1895 року його включили до складу національної збірної.
На Перших Олімпійських іграх Массон брав участь у трьох перегонах — на 333,3 м, 2 км та 10 км та виграв їх усі. Спершу відбулися змагання у двокілометровому спринті, котрі Массон з легкістю виграв. У 10-кілометрових перегонах у жорсткій боротьбі одержав перемогу над своїм співвітчизником Леоном Фламаном, випередивши останнього на 0,6 секунди. Останнім його перегонам на Олімпіаді став гіт на 333,3 метра. Де Массон обійшов найближчих супротивників, грека Стаматіоса Ніколопулоса та австрійця Адольфа Шмаля на 2 секунди. Отже, Поль Массон став четвертим спортсменом за отриманими золотими медалями на Олімпіаді 1896 року. Також Массон був одним з пейсмейкерів Леона Фламана у стокілометрових перегонах, де Фламан став чемпіоном.
Після свого олімпійського успіху вирішив стати професійним спортсменом та взяв собі псевдонім Носсам («Массон» навпаки). Він посів третє місце у спринті на Чемпіонаті світу 1897 року в Глазго.
Поль Массон помер 30 листопада 1944 року, або за іншими даними 30 листопада 1945 року.